# Joncreuil
Joncreuil település Franciaországban, Aube megyében. Lakosainak száma 96 fő (2022. január 1.). Joncreuil Arrembécourt, Bailly-le-Franc, Chavanges, Lentilles és Outines községekkel határos.

## Népesség
A település népessége az elmúlt években az alábbi módon változott:
| Lakosok száma | 92   | 85   | 96   | 105  | 85   | 89   | 92   | 96   | 96   | 96   |
|               | 1968 | 1982 | 1990 | 2006 | 2013 | 2015 | 2017 | 2019 | 2020 | 2022 |